# Zona temporalmente autónoma (álbum de Los Planetas)
Zona temporalmente autónoma es el título del noveno álbum del grupo granadino Los Planetas, publicado el 24 de marzo de 2017, título y fecha confirmados a principios del mismo mes.
A finales de 2016 se anuncia el 27 de enero de 2017 como fecha de edición (publicado por El Ejército Rojo y El Volcán Música, y distribuido por Sony Music Entertainment España), del CD sencillo y vinilo de 7 pulgadas Espíritu olímpico, con la colaboración de La Bien Querida y adelanto del álbum.
El 24 de febrero de 2017 se sube a plataformas digitales de música, Islamabad, el segundo sencillo anticipo del álbum.
El 21 de marzo de 2017 se publica en las plataformas digitales un nuevo adelanto, Porque me lo digas tú.
El sábado 21 de abril de 2018, con motivo del Record Store Day de España, se publica, en formato sencillo de 7 pulgadas, Hierro y níquel 18.
El 14 de diciembre de 2018 se publica en digital Ijtihad, con edición física en vinilo de 10 pulgadas el 21 del mismo mes.
Fue el álbum más vendido en iTunes España el fin de semana de su publicación. Finalmente, fue el segundo álbum más vendido en España en la primera semana de su edición.
La edición en vinilo fue el disco más vendido a través de internet en España en la primera mitad de 2017, mientras que la edición en CD fue la undécima más vendida en este formato en las mismas fechas.
Al finalizar 2017, el disco estuvo 28 semanas en la lista de ventas de álbumes y fue el trigésimo sexto título más vendido en España. En las listas de streaming fue el quincuagésimo segundo título más vendido con 29 semanas en lista.
El álbum fue uno de los once finalistas del Premio Ruido al mejor disco español de 2017, galardón otorgado por los miembros de PAM (Periodistas Asociados Musicales), asociación profesional que agrupa a más de un centenar de profesionales del sector.
Recibió el premio MIN a la mejor producción, dentro de su X gala organizada el 14 de marzo de 2018 por la Unión Fonográfica Independiente (UFI).
En las listas de mejores discos nacionales de 2017 alcanzó el primer puesto para los redactores de las revistas Muzikalia y Filter México, el tercero para los de Rockdelux e Hipersonica, el duodécimo para los de Efe Eme, el decimocuarto para los de Ruta 66, el decimoquinto para los de Mondosonoro y el vigésimo séptimo para los Jenesaispop.

## Origen del título
El título del álbum toma el del manifiesto de Hakim Bey, pseudónimo del escritor anarquista neoyorquino Peter Lamborn Wilson. Según Jota, líder del grupo, "el indie fue la única cultura de resistencia en los noventa. Es un movimiento que se organiza fuera del circuito establecido por las multinacionales. Por supuesto, es como una zona temporalmente autónoma: en cuanto el poder detecta su existencia, la absorbe. Ocurrió en Inglaterra con los sellos Rough Trade, Factory o Creation. Lo curioso es que España haya sido el único país del mundo en el que el indie se ha consolidado. En el resto de los países la escena alternativa sigue siendo marginal, mientras que aquí ha ocupado el espacio del mainstream".
En otra entrevista, Jota declara que "esos espacios hay que construirlos a partir de las relaciones más importantes, que son las sentimentales. Desde ahí tienes que enfocar cómo quieres que sea el mundo porque el capitalismo es un sistema que se basa en la competencia y que no permite el amor".

## Listado de canciones

### Edición enCD
1. Islamabad 7:03
2. Una cruz a cuestas 4:10
3. Soleá 3:33
4. Seguiriya de los 107 Faunos 4:35
5. Hierro y níquel 4:05
6. Porque me lo digas tú 2:37
7. Libertad para El Solitario 4:04
8. La gitana 5:59
9. Ijtihad 3:53
10. Espíritu olímpico 4:16
11. Zona autónoma permanente 4:13
12. Amanecer 3:05
13. Hay una estrella 3:38
14. Guitarra roja 9:51

### Reedición en CD yDVD
El 6 de julio de 2018 el disco se reedita en formato libro-disco que contiene un libreto especial de 24 páginas con nuevas ilustraciones, un póster coleccionable y un DVD. La reedición alcanzó el puesto 18 de la lista de ventas en su primera semana en el mercado.
El CD repite el contenido de la primera edición. 
El DVD contiene más de una hora de imágenes inéditas con las sesiones completas del disco grabadas en riguroso directo desde el Sacromonte (Granada) los días 10 y 11 de marzo de 2017. Es la primera vez que el grupo publica en este formato material grabado en directo. La dirección corre a cargo del granadino Adrián Nieto Maesso (con trabajos previos para artista como Soleá Morente, Nada Surf, Neuman y The Wave Pictures). El grupo interpreta de principio a fin todo el álbum, con la colaboración de Soleá Morente, Amaia Tirupu de Kokoshca y Jaime Beltrán de Pájaro Jack:
1. Islamabad 7:05
2. Una cruz a cuestas (con Soleá Morente) 4:12
3. Soleá 3:36
4. Seguiriya de los 107 Faunos 4:39
5. Hierro y níquel 4:07
6. Porque me lo digas tú 2:39
7. Libertad para El Solitario 4:08
8. La gitana 6:00
9. Ijtihad 3:55
10. Espíritu olímpico (con Amaia Tirapu de Kokoshca) 4:19
11. Zona autónoma permanente 4:16
12. Amanecer 3:07
13. Hay una estrella (con Jaime Beltrán de Pájaro Jack) 3:42
14. Guitarra roja 9:52

### Edición envinilo
El disco tiene cuatro ediciones en vinilo doble: con vinilos transparentes, con vinilos blancos, con vinilos verdes y con vinilos negros.
Disco 1
| Cara A 1. Islamabad 7:03 2. Una cruz a cuestas 4:10 3. Soleá 3:33 4. Seguiriya de los 107 Faunos 4:35 | Cara B 1. Hierro y níquel 4:05 2. Porque me lo digas tú 2:37 3. Libertad para El Solitario 4:04 |

Disco 2
| Cara A 1. La gitana 5:59 2. Ijtihad 3:53 3. Espíritu olímpico 4:16 4. Zona autónoma permanente 4:13 | Cara B 1. Amanecer 3:05 2. Hay una estrella 3:38 3. Guitarra roja 9:51 |

## Sencillos
| Orden | Título             | Fecha de Edición | Discográfica                        |
| ----- | ------------------ | ---------------- | ----------------------------------- |
| 1     | Espíritu olímpico  | 2017             | El Ejército Rojo - El Volcán Música |
| 2     | Islamabad          | 2017             | El Ejército Rojo - El Volcán Música |
| 3     | Hierro y níquel 18 | 2018             | El Ejército Rojo - El Volcán Música |
| 4     | Ijtihad            | 2018             | El Ejército Rojo - El Volcán Música |

El 21 de marzo de 2017 se publicó en las plataformas digitales, como tercer anticipo del disco tras Espíritu olímpico e Islamabad, Porque me lo digas tú.

## Créditos
Composición: 
- 1 Yung Beef - J
- 2 Manuel Vallejo - Popular - J
- 3, 5, 9 Popular - J
- 4 Letra: J. Música: Juan Pablo Bava / J
- 6, 11, 12, 13 J
- 7, 10 Música: Florent. Letra: Popular - J
- 8 Música: J. Letra J, basada en el poema de Aleister Crowley
- 14 Martín Castro - Popular - J

J: voz, guitarras y teclados. Florent: guitarras. Banin Fraile: teclados y guitarras. Eric Jiménez: Batería. Julián Méndez: bajo y coros. 
Soleá Morente: voz en Una cruz a cuestas. La Bien Querida: voz en Espíritu olímpico. Jaime Beltrán (miembro de Pájaro Jack): guitarras en Hay una estrella. Arreglos de cuerda en Amanecer: Banin Fraile. Arreglos de cuerda en Porque me lo digas tú: Jota y Banin. Trío de cuerda en Porque me lo digas tú y Amanecer por COSMOTRÍO (Violín: Lidia María Molina Sánchez. Viola: Lorena García Ruiz. Violonchelo: Clara I. Molina Molina).
Grabado por Jaime Beltrán y Carlos Díaz en el Refugio Antiaéreo (Granada). Mezclado por Carlos Díaz en Producciones Peligrosas (Peligros, Granada y en el Refugio Antiaéreo excepto Una cruz a cuestas y Hay Una Estrella por Jaime Beltrán. Grabación, edición y mezclas adicionales por Iván Moreno en los temas 1, 3, 4, 6, 7, 8 y 13. Producción ejecutiva: Javier Liñan. Masterizado por Simon Heyworth en Super Audio Mastering (Inglaterra). 
Producido por Los Planetas.
Diseño: La Luz Roja.

## Vídeos promocionales
De Espíritu olímpico se publicó un lyric video oficial, si bien el primer vídeo como tal fue para Seguiriya de los 107 Faunos, grabación en directo en La Chumbera (Sacromonte, Granada) dirigida por Adrián Nieto Maesso (este vídeo se incluye, junto con el resto de los temas del álbum también interpretados en directo, en el DVD de la reedición de 2018 de Zona temporalmente autónoma). 
El 28 de septiembre de 2017, Rockdelux presenta en exclusiva el video de Zona permanente autónoma, dirigido por José Lozano (Murciano Total). El autor confiesa que “en esta ocasión he intentado ser lo mas fiel posible a la canción. Me gusta que los vídeos estén supeditados a la letra de las canciones, aunque luego les de mi punto de vista y me invente una historia en función de esa letra”.

## Significado de algunas canciones e influencias
- Islamabad, segundo sencillo y compuesto por J y Yung Beef,[42] está basada en Ready pa morir de Yung Beef, publicada en su mixtape A.D.R.O.M.C.F.M.S.2 (autoeditado, 2015).[43]
- Una cruz a cuestas, con la voz de Soleá Morente, reformula versos de un fandango de Manuel Vallejo.[44][45][46]
- Seguiriya de los 107 Faunos es una reversión, en clave de seguiriya,[46] del tema Por ir a comprar compuesta por el argentino Juan Pablo Bava para el álbum Últimos días del tren fantasma (Laptra Records, 2014) de su grupo 107 Faunos. En una entrevista para el Diario Hoy, Juan explica: "Jota, de Los Planetas, me agregó a Facebook y me contó que había grabado un tema que tenía la melodía de Por ir a comprar, y luego me envió un audio cantando el tema a capela. Era muy lindo. En un principio él la quería grabar con los Faunos, pero unos días más tarde me llamó por teléfono y me preguntó si podía incluir esa canción en el disco nuevo de Los Planetas". Continúa Juan Bava diciendo que "esa canción (Por ir a comprar) está inspirada en Los Planetas".[47]
- Hierro y níquel está basado en soleares de Aurelio Sellés y Manolo Caracol.[44][45][46]
- Porque me lo digas tú también tiene ritmo de soleares.[46]
- Libertad para El Solitario recupera un fandango habitual de Enrique Morente con guiño a Agujetas.[44] La canción refleja el gen anarquista de los gitanos que desafían la ley; según Jota: "esa zona temporalmente autónoma de la cerrada comunidad gitana es la que ha permitido la transmisión del flamenco, a pesar de la persecución del pueblo gitano".[30] Se especula que El Solitario al que hace referencia la canción es Jaime Giménez Arbe.[48]
- La gitana está basada en el poema del mismo título de Aleister Crowley. Dice Jota que "Crowley es uno de los mayores poetas de la historia. Escribe Gitana cuando viene a Granada a principios del siglo XX. Conoce a una chica y eso marca un punto de inflexión en su visión mística y esotérica".[30][49][50]
- Ijtihad toma parte de la letra del tema Isla de Encanta del grupo bostoniano Pixies[44][46][51] y se basa en unas alegrías de El Mochuelo.[45]
- Espíritu olímpico, el primer sencillo, está inspirada en tangos granaínos (tangos del Sacromonte[46]) y fue presentada en directo en mayo de 2015.[52]
- Guitarra roja, guajira adaptación de la canción homónima del cantante, compositor y poeta folclórico argentino Martín Castro.[31][44][49][50] Declara Jota que "Martín Castro es un cantor argentino que encontramos en internet, de allá por los primeros días del siglo pasado y del que no sabemos casi nada de su vida, pero encontramos esa guajira con una letra que sorprende por la vigencia y su necesidad".[53]